# Eugen Kusch
Eugen Ernst Kusch, född 13 november 1905 i Danzig (nuvarande Gdańsk) i dåvarande Kejsardömet Tyskland, död 20 februari 1981 i Neumarkt in der Oberpfalz, Tyskland, var en tysk fotograf, journalist (reseskribent) och författare. 
Kusch, som var son till Ernst Kusch och Elma Klara Olga Bartel, gav ut ett tiotal fotoböcker på engelska och tyska, 1951–1965, med bilder från bland annat Egypten, Mexiko, Indien och Skandinavien. Etnografiska museet i Stockholm har ett 100-tal upphovsrättsskyddade bilder från Peru, Mexiko, Honduras, Guatemala och Bolivia, förvärvade 1970 från Kusch.

## Publikationer
Engelska
- Egypt in pictures / with photographs and text by Eugen Kusch. Hans Carl; Bailey & Swinfen. 1955. Libris 1013527
- Mexico in pictures / with photographs and text by Eugen Kusch. Nürnberg: Hans Carl. 1957. Libris nxtns0wvlvq1qqjn
- India in pictures / with photographs and text by Eugen Kusch. Nürnberg: Hans Carl. 1960. Libris 8615021
- Guatemala in pictures / Photographs and text by Eugen Kusch. Nürnberg: Hans Carl. 1962. Libris r3fcvd57ps666l75
- Ancient art in Scandinavia / Transl. from the German by J.A. Moses. Nürnberg. 1964. Libris 8133973
- Ancient art in Scandinavia / by Eugen Kusch / translated by John A. Moses. Nürnberg: Hans Carl. 1965. Libris 1473727

Tyska
- Nürnberg: Lebensbild einer Stadt. Illustr. Nürnberg. 1951. Libris 3005093
- Auf gut Nürnbergisch : unsere schönsten Mundartgedichte / ausgewählt und eingeleitet von Eugen Kusch, Federzeichnungen von Jules Stauber. Nürnberg: Verlag Nürnberger Presse. 1951. Libris nxtns0wvlvq1qqjn
- Ägypten im Bild / aufgenommen und erläutert von Eugen Kusch. Nürnberg: Hans Carl. 1955. Libris 3010227
- Herculaneum : aufgenommen und beschrieben. Nürnberg: Hans Carl. 1960. Libris nxtns0wvlvq1qqjn
- Land der Franken : Aufgenommen und beschrieben. Nürnberg. 1961. Libris 8133974
- Alte Kunst in Skandinavien. Nürnberg. 1964. Libris 813820